# Рискованные гонки
«Рискованные гонки» (нем. Manta, Manta) — немецкий комедийный фильм 1991 года, снятый режиссёром Вольфгангом Бюльдом по сценарию Стефана Канца и Бернда Айхингера. В ролях Тиль Швайгер, Тина Руланд и Штефан Гебельхофф. Мировая премьера состоялась 3 октября 1991 года.
В 2023 году вышло продолжение под названием «Гонщики на драйве».

## Сюжет
Заносчивый молодчик Берти очень гордится своим тюнингованным Manta В GTE, с широким кузовом. У него есть любимая девушка Уши и верные друзья Герд, Хакан и Клауcи, на которых всегда можно положиться. Однажды, он «переезжает» дорогу яппи и спешащему водителю Mercedes 190E Акселю, совершив рискованный маневр перед строительной площадкой. Разгневанный Аксель появляется в их обычной закусочной и изливает свой гнев на водителей Манты.
Чтобы разрешить спор, Аксель и Берти соглашаются на гонку между собой. При этом, Берти готов поставить на кон деньги, которые он и Уши накопили на их первую совместную квартиру. Герд и Уши пытаются отговорить Берти от этой безумной затеи, потому что «Манта» явно уступает «Мерседесу» Акселя по мощности двигателя, но Берти всё же решает участвовать в гонке.
Когда на следующее утро Уши, опаздывая на работу, просит Берти отвезти её, то между ними возникает спор, потому что он хочет сначала помыть свою любимую машину. Раздражённая Уши знакомится с Хельмутом, владельцем популярной дискотеки и водителем Ferrari 328 GTS. Он предлагает отвезти её на работу и приглашает на конкурс красоты, который должен состояться уже в субботу. Чтобы заставить Берти поревновать, Уши принимает его заманчивое предложение.
Эффект достигнут, и Берти становится непредсказуем, а события набирают необычные обороты. В своём горе, он достигает неуравновешенного состояния и ставит под угрозу общие с Уши деньги. К его счастью, Клауcи приходит ему на помощь и выручает друга.

## В ролях
- Тиль Швайгер — Берти
- Тина Руланд — Уши
- Штефан Гебельхофф — Герд
- Сабине Берг — Флорентине
- Михаэль Кесслер — Клауcи
- Надя Найденов — Энджи
- Эмер Симсек — Хакан
- Беатрис Мановски — Сабине
- Мартин Армкнехт — Аксель
- Уве Феллензик — Хельмут

## Продолжение
В 2008 году появились слухи о второй части фильма, под названием «Рискованные гонки 2». В 2010 году впервые было официально упомянуто, что ведётся работа над ним.
Однако со смертью продюсера Бернда Айхингера в январе 2011 года проект «Рискованные гонки 2» был заморожен. В июле 2015 года предполагалось, что продолжение Manta, Manta 2 выйдет к 25-летию первой части, но в конечном итоге этого не случилось. Ведущие актеры того времени проявляли большой интерес к сиквелу.
В 2019 году Constantin Film объявили, что они «некоторое время работали над концепцией и сценарием для второй части». 23 мая 2022 года было официально подтверждено, что «Рискованные гонки 2» будет снят, а съёмки начались в июне 2022 года. Выход фильма состоялся в марте 2023 года.